# Augustin Renaudet
Auguste Renaudet dit Augustin Renaudet, né le 9 janvier 1880 dans le 5e arrondissement de Paris, ville où il est mort le  15 novembre 1958 dans le 15e arrondissement, est un historien français, spécialiste de l'humanisme et de la Renaissance française et italienne.

## Biographie
Entré à l'Ecole normale supérieure en 1901, il soutient une thèse commencée sous la direction de Gabriel Monod, Préréforme et humanisme à Paris à l'époque des premières guerres d'Italie. Pensionnaire de la Fondation Thiers et de l'Institut français de Florence, il consacre sa thèse complémentaire aux Sources de l'histoire de France aux Archives d'État de Florence.
Professeur aux lycées de Rennes et d'Angoulême (1908-1910), au lycée de Montpellier (1914-1915), il est engagé au Service de presse italienne du Ministère des Affaires étrangères pendant la Première Guerre mondiale. Il est élu professeur d'histoire moderne et contemporaine à l'Université de Bordeaux (1919-1937), puis à la Sorbonne en 1937 et directeur d'études à l'École pratique des hautes études. Il devient professeur au Collège de France en 1945, avec une chaire d'Histoire de la civilisation italienne, succédant en partie à Paul Hazard.
Il a collaboré à la collection d'ouvrages Peuples et Civilisations dirigée par Louis Halphen.
Augustin Renaudet a été le directeur de thèse d'André Chastel (Art et Humanisme à Florence au temps de Laurent le Magnifique, 1949), avec lequel il publia, en collaboration également avec Robert Klein, Le Procès de Savonarole (Club du Meilleur livre, 1957).
Il fut membre de l'Academia dei Lincei (1950).

## Publications
- Les sources de l'histoire de France aux Archives d'État de Florence, des guerres d'Italie à la Révolution (1494–1789) (1916)
- Préréforme et humanisme à Paris pendant les premières guerres d'Italie (1494–1517) (1916)

- Prix Gobert 1917 de l’Académie des inscriptions et belles-lettres.
- Le concile gallican de Pise et de Milan (1922)
- Erasme, sa pensée religieuse et son action d'après sa correspondance (1518–1521) (1926)
- Les débuts de l'âge moderne: la Renaissance et la Réforme (1929) avec Henri Hauser
- La Fin du Moyen Âge (1931) en collaboration
- Études sur l'histoire de l'État prussien de 1714 à 1786 (1938)
- Études sur l'histoire de la Réforme (1939)
- Études érasmiennes (1521–1529) (1939)
- Études sur la France du temps de Louis XIV (vie économique et sociale) (1940)
- Machiavel - Étude d'histoire des doctrines politiques (1942)
- La France de 1559 à 1610 (1944), cours en Sorbonne
- L'Angleterre de 1714 à 1789 (1944), cours en Sorbonne
- Histoire générale de l'Europe de 1559 à 1661 (1945)
- Les Pays-Bas espagnols et les Provinces Unies de 1598 à 1714 (1946)
- Dante Humaniste (1952)
- Erasme et l'Italie (1955)
- Humanisme et Renaissance (1958)
- Erasme. Œuvres choisies

## Distinctions
- Officier de la Légion d'honneur (1953)[2]